# Tūheitia Paki
Tūheitia Potatau Te Wherowhero VII (Huntly, 21 aprile 1955 – Hamilton, 30 agosto 2024) è stato re dei Māori dal 2006 alla sua morte.

## Biografia
Re Tūheitia Paki nacque a Huntly il 21 aprile 1955, primo figlio maschio di Te Atairangikaahu, regina dei Maori dal 1966 al 2006, e di suo marito Whatumoana Paki. Aveva cinque sorelle e un fratello: Heeni Katipa, Tomairangi Paki, Mihi ki te ao Paki, Kiki Solomon, Manawa Clarkson e Maharaia Paki.
Studiò alla Rakaumanga School di Huntly, alla Southwell School di Hamilton e al St Stephen's College di Bombay, a sud di Auckland.
Si sposò con Te Atawhai ed ebbe tre figli: Whatumoana, Korotangi e Ngawai Hono.

## Regno
Il 21 agosto 2006, giorno delle esequie di sua madre, fu proclamato suo successore.
Dopo la sua ascesa al trono, nel 2007, sua moglie Te Atawhai fu nominata patrona della Mana Women's Welfare League e della Te Kohao Health, un'organizzazione di salute pubblica Maori.
Generalmente, il re parlava pubblicamente solo una volta all'anno, durante le celebrazioni annuali a Ngaruawahia in memoria della sua incoronazione. Dall'ascesa al trono, i suoi doveri ufficiali compresero la partecipazione ai seguenti eventi: il funerale del re di Tonga Taufa'ahau Tupou IV nel settembre del 2006; l'apertura del marae di Pūkawa sulla riva del lago Taupo del 17-19 novembre 2006; l'inaugurazione di "Mauri Ora", una mostra di manufatti Maori di Te Papa esposti al Museo nazionale di Tokyo il 22 gennaio 2007; la partecipazione al funerale del capo di Stato di Samoa Malietoa Tanumafili II il 19 maggio 2007; la riapertura del maraecon annessa sala dei memoriali di guerra a Ngaiotonga, Whangaruru, nel 2007; l'apertura del giardino Maori agli Hamilton Gardens nel 2008; la presentazione dei Te Kawerau ā Maki all'Arataki Visitor Centre nelle Waitakere Ranges nel 2011; haka e discorso per la flotta di 110 canoe waka per commemorare 160 anni del Movimento Reale Māori nel 2018.
Nel 2018, per onorare il re Tūheitia e la sua guida del Movimento Reale Māori, il sinodo generale della Chiesa anglicana di Aotearoa, Nuova Zelanda e Polinesia, si recò nel marae di Turangawaewae per unirsi alle moltitudini accorse per i festeggiamenti dei 160 anni di questa monarchia.
Re Tūheitia partecipava ogni anno a centinaia di eventi sia a livello nazionale che internazionale. Fu patrono di diverse organizzazioni chiave tra cui Te Matatini, il più grande Festival Culturale Māori al mondo che si tiene nel marae di Kirikiriroa, un grande marae urbano ad Hamilton.

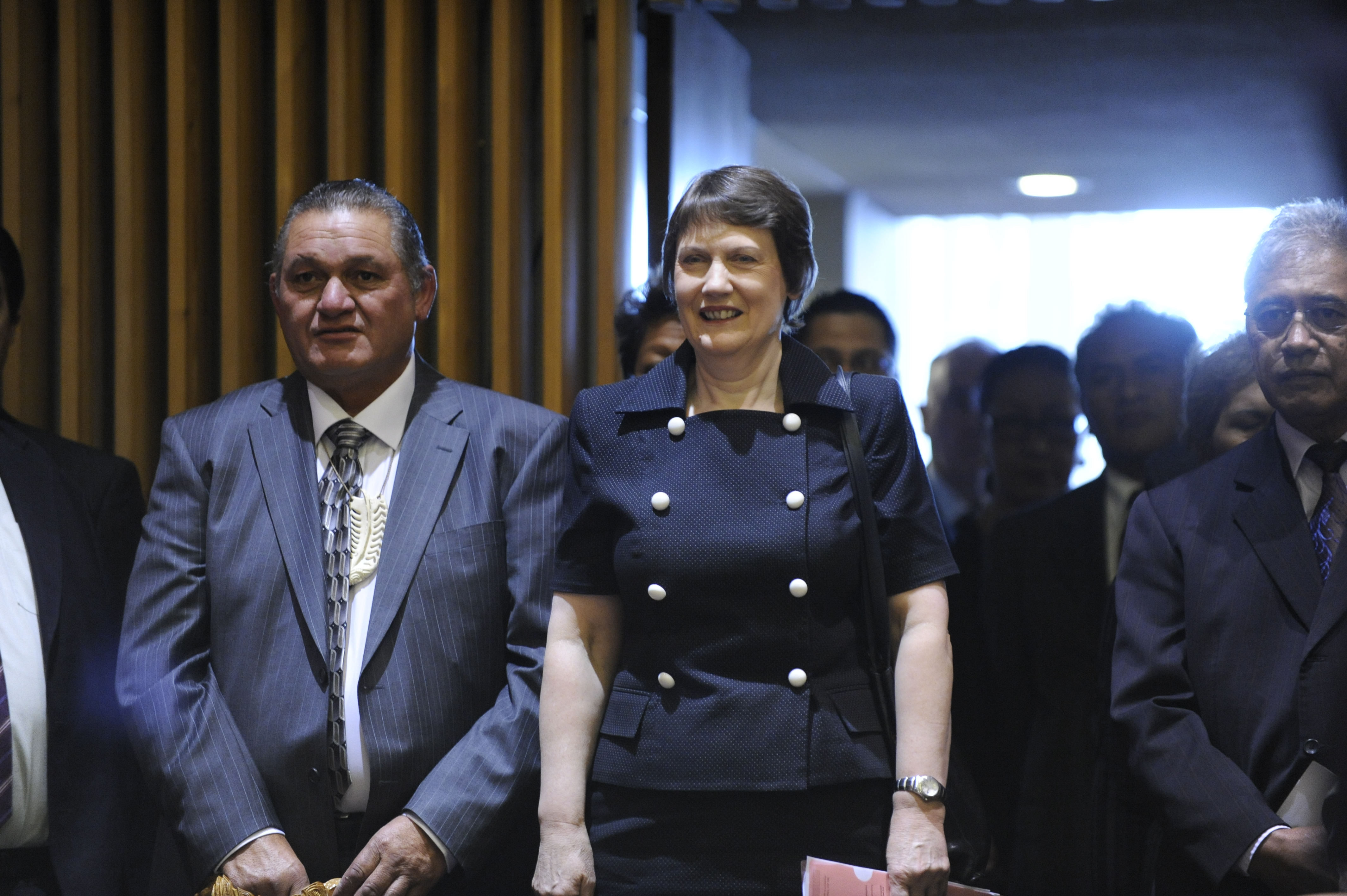
Re Tūheitia Paki accompagna l'ex Primo ministro Helen Clark alla sede dell'ONU a New York.

Tra i suoi compiti, vi erano i frequenti ricevimenti di dignitari internazionali, diplomatici stranieri, membri di altre famiglie reali e di governi. Nel 2014, in particolare, il re ricevette 26 diplomatici per discutere di interessi internazionali e commerciali per il Movimento Reale Māori.
Nel 2009 re Tūheitia fece visita al Parlamento neozelandese e fu premiato dopo un discorso pronunciato dall'ex Primo ministro della Nuova Zelanda, Helen Clark. Nello stesso anno, il sovrano accompagnò Helen Clark all'Organizzazione delle Nazioni Unite per la sua nomina ad amministratrice del Programma delle Nazioni Unite per lo sviluppo.
Fu un frequentatore regolare di eventi significativi per i Maori in tutto il paese. Nel luglio del 2018, il re e la famiglia reale parteciparono alle celebrazioni per il 150º anniversario della chiesa di Ringatu. Nell'occasione il primo nipote del re, Hikairo, ricevette il battesimo. Il sovrano partecipava frequentemente anche alle celebrazioni annuali del 25 gennaio nella chiesa di Ratana, esprimendo il suo continuo sostegno a tutte le confessioni religiose e il suo profondo desiderio di unificare il popolo.
Il 25 maggio 2019 fu ricevuto in udienza da papa Francesco nel Palazzo Apostolico della Città del Vaticano.
Morì a Hamilton il 30 agosto 2024 all'età di 69 anni e dopo 18 anni di regno. Durante le celebrazioni del suo funerale, svoltesi il 5 settembre successivo, sua figlia Ngā Wai Hono i te Pō fu proclamata regina. Fu sepolto sul monte Taupiri, tradizionale luogo di sepoltura dei monarchi Māori.

## Poukai
Il Poukai è una serie annuale di visite che il re compie nei marae al di là della regione di Tainui ed è una tradizione che risale al XIX secolo. Essa è stata istituita dal secondo re, Tāwhiao, che ha dichiarato: "Ho fissato questa agenda per la cura delle vedove, degli orfani e dei poveri, e ha una vasta gamma di fonti aperte di risorse umane e fonti di cibo".
Ci sono 29 poukai ogni anno e Tūheitia partecipa a ciascuno di essi. I Poukai sono un evento critico nel calendario del Movimento Reale Māori. Un elemento unico del Poukai è che è focalizzato su: te pani (il lutto), te pouaru (i vedovi) e te rawakore (i bisognosi). Questi eventi, guidati dal re e dai suoi predecessori prima di lui, sono messi in atto per aiutare e contribuire ad alleviare i fardelli e le sfide affrontate dalle persone.
I Poukai sono anche occasioni di grandi feste dove interi iwi (tribù) e hapū (sottotribù) si uniscono per preparare una grande hākari (festa) in onore del re e della famiglia reale. I marae in questione sono: Horahora, Kokohinau, Taniwha, Hukanui, Maurea, Poutu, Parawera, Aotearoa / Rawhitiroa, Rakaunui, Waipapa, Maketu, Okapu, Turangawaewae, Mirumiru, Te Kuiti Pa, Huria, Te Papaorotu, Nga Taierua, Tainui-a-whiro, Ngati Pikiao, Pohara, Whatapaka, Tauranganui, Wahi Pa, Mangatangi, Ngatira / Pikitu, Te Awamarahi, Waikare e Reretewhioi.

## Progressi politici
Nel 2014 ricevette un gruppo dal White Ribbon NZ in visita in Nuova Zelanda per promuovere una campagna contro la violenza.
Re Tūheitia Paki fu in prima linea in molte questioni politiche, in particolare relative a Maori. Nel 2018 lanciò, in collaborazione con la polizia e il Ministero della giustizia della Nuova Zelanda, il gruppo di giustizia di Iwi. Questo approccio alla giustizia riparatoria mira a ridurre i tassi di incarcerazione tra i Maori, che sono tra i più alti per un popolo indigeno nel mondo.
Nel 2017 condusse un momento rivoluzionario per il Movimento Reale Māori firmando un accordo formale con il Ministero delle correzioni, a nome del governo della Nuova Zelanda. Questo premiato accordo portò allo sviluppo del Gruppo di giustizia di Iwi e anche a un'ulteriore partnership con gli istituti penali per la costruzione di un centro di reintegrazione per le donne incarcerate che hanno dato alla luce un bambino mentre erano detenute. In una visita esclusiva a una prigione femminile di Auckland, il re visitò personalmente le madri e i loro figli prometendo maggior impegno a fare di più per tutti i detenuti.

## Tekau-a-Rua e Te Kahui Wairua
Durante il suo regno, il re Tāwhiao istituì un consiglio consultivo "Tekau-a-Rua" (dei dodici). Ogni successivo monarca ha avuto un Tekau-mā-Rua che lo consiglia e funge da consiglio degli anziani all'interno del Movimento Reale Māori.
Nel 2012 istituì formalmente il suo Tekau-mā-Rua al quale aggiunse un consiglio spirituale, chiamato Te Kāhui Wairua. Questi due consigli lavorano insieme per fornire consulenza, orientamento e una piattaforma strategica per il re e il Movimento Reale Māori. Un aspetto unico del Tekau-mā-Rua del re Tūheitia è che per la prima volta è composto anche da membri esterni alla regione tribale di Waikato, la tribù di origine della famiglia reale.

## Riconoscimenti
Nel 2016, in occasione del decimo anniversario della sua incoronazione, il sindaco di Huntly assegnò al re Tūheitia il più alto onore della città: il titolo di cittadino onorario della città. Nello stesso anno il re ha ricevuto anche un dottorato onorario dall'Università del Waikato.